# Île Saint-Jean (îles de Boucherville)
Pour les articles homonymes, voir Île Saint-Jean.
L'île Saint-Jean est un groupe de deux îlots du fleuve Saint-Laurent situés dans parc national des Îles-de-Boucherville, au nord-est de Montréal au Canada.

## Géographie
L'île Saint-Jean – constituée de deux îlots (parfois nommés Saint-Jean pour celui à l'est et Saint-Pierre pour celui à l'ouest) – fait environ 900 mètres de longueur et 300 mètres de largeur maximales. Elle est située dans le fleuve Saint-Laurent au nord-est de l'île de Montréal. Elle fait partie des Îles de Boucherville, séparée au nord de l'île à Pinard par le chenal Bras-Nord et au sud de l'île Sainte-Marguerite par le chenal Grande Rivière. C'est la seule des îles du parc national des Îles-de-Boucherville à ne pas être reliée aux autres par une passerelle ou un pont.
L'île se trouve sur la rive-Sud de Montréal à l'ouest de la ville de Boucherville à laquelle elle est administrativement rattachée.

## Histoire
En 1984, le parc national des Îles-de-Boucherville est créé englobant l'Île Saint-Jean.